# پونکویوک
پونکویوک (به اسپانیایی: Puncuyoc) یک کوه در پرو است که در Peru, Cusco Region واقع شده‌است. پونکویوک ۴٬۴۰۰ متر بالاتر از سطح دریا واقع شده‌است.